# Gil Hovav
Gil Hovav (hébreu: גיל חובב), né le 17 mars 1962 à Jérusalem, est un présentateur de télévision, journaliste, critique gastronomique, auteur de livres de cuisine et écrivain israélien.

## Biographie
Gil Hovav est le fils de Moshe Hovav, un sabra issu d'une famille d'origine yéménite et de Drora Ben Avi, la fille d'Itamar Ben-Avi. Ses parents étaient parmi les membres fondateurs de la radio de service public Kol Israel (La Voix d'Israël). Il est l'arrière-petit-fils d'Éliézer Ben-Yehoudah, qui joua un rôle déterminant dans la résurrection de l'hébreu comme langue vivante, donnant naissance à l'hébreu moderne.
Il a étudié au lycée hébraïque Rehaviah et à l'Université hébraïque de Jérusalem et a obtenu un diplôme d'études supérieures en littérature française.
Il vit en couple depuis plus de trente ans avec son partenaire, Dan, qu'il a rencontré pendant son service militaire. Ils ont une fille.

## Carrière
Il travaille de 1898 à 1993 au quotidien Hadashot, dans le supplément hebdomadaire, où il est critique gastronomique et journaliste culturel. Il écrit ensuite notamment au journal Haaretz, comme critique gastronomique.
En 2000, il fonde la maison d'édition "Karpad" (qui signifie : crapaud), qui publie ses livres de cuisine, ainsi que des romans et recueils de nouvelles.
À la télévision, il présente de nombreuses émissions de cuisine sur plusieurs chaînes israéliennes, de 1998 à 2011. Il a joué un rôle majeur dans l'évolution de la cuisine israélienne et dans la transformation d'Israël, d'un pays de plats traditionnels simples en une nation de gastronomes.
En 2022, 49000 personnes sont abonnées à ses chroniques sur sa page Facebook. Réputé pour son hébreu exemplaire, il enregistre les annonces diffusées à l'aéroport international de Tel Aviv-David Ben Gourion entre 2015 et 2017.

## Ouvrages
- (en) Gil Hovav (trad. de l'hébreu par Ira Moskowitz, ill. Noam Nadav), Candies from Heaven [« סוכריות מהשמיים »] [« Bonbons du ciel »], Toad Publishing,‎ 2018 (1re éd. 2007), 288 p. (ISBN 9789655723434).